# Leichtathletik-Europameisterschaften 1966/800 m der Männer

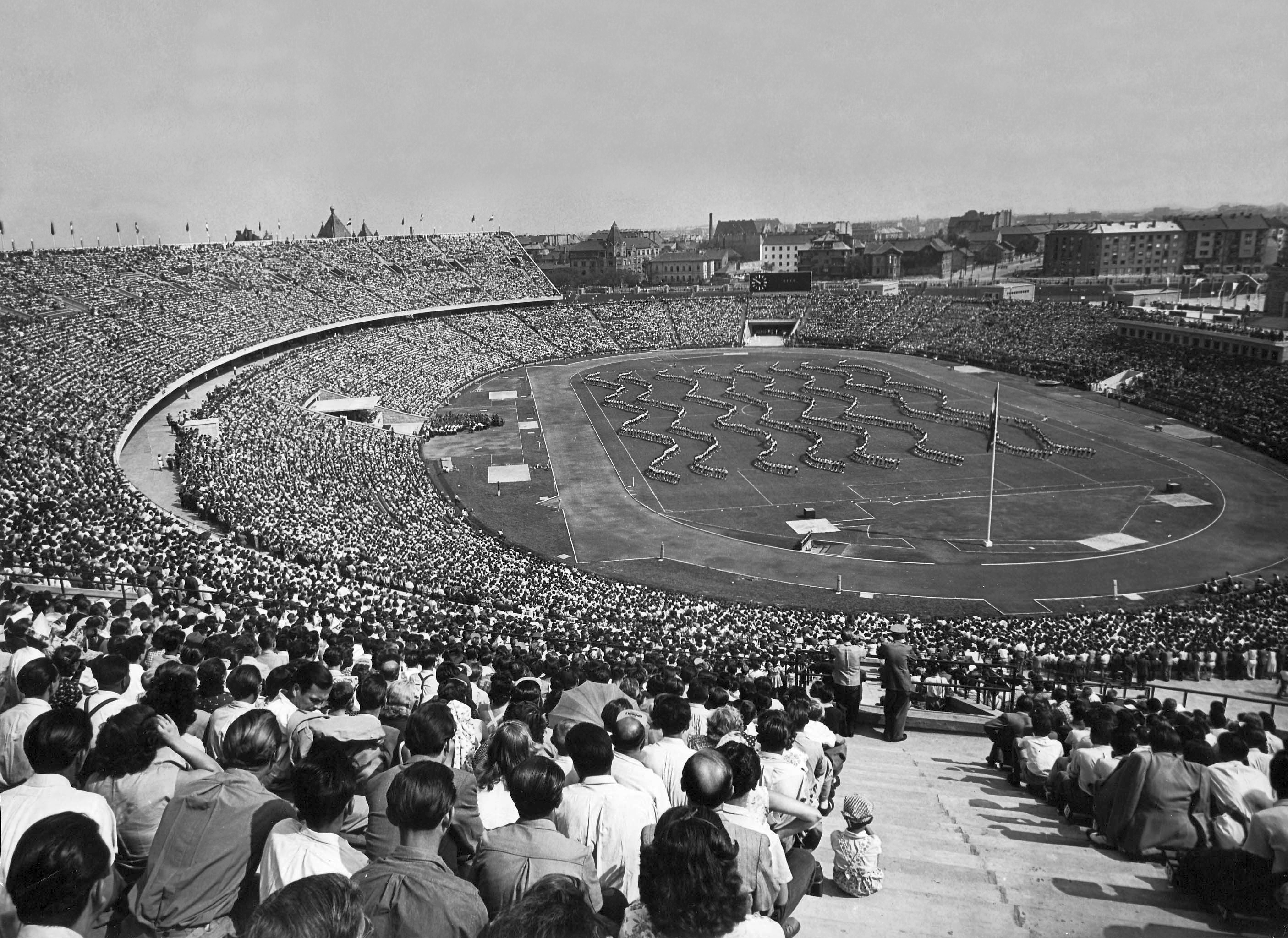
Das Népstadion bei einer Veranstaltung im Jahr 1953

Der 800-Meter-Lauf der Männer bei den Leichtathletik-Europameisterschaften 1966 wurde vom 2. bis 4. September 1966 im Budapester Népstadion ausgetragen.
Mit Silber und Bronze gab es zwei Medaillen für bundesdeutsche Mittelstreckler. Europameister wurde Manfred Matuschewski aus der DDR. Er gewann vor dem Europarekordinhaber Franz-Josef Kemper. Bronze ging an den 1500-Meter-Europameister Bodo Tümmler.

## Rekorde

### Bestehende Rekorde
| Weltrekord   | 1:44,3 min | Peter Snell        | Christchurch, Neuseeland                     | 3. Februar 1962 |
| Europarekord | 1:44,9 min | Franz-Josef Kemper | Hannover, BR Deutschland (heute Deutschland) | 7. August 1966  |
| EM-Rekord    | 1:47,1 min | Lajos Szentgáli    | EM Bern, Schweiz                             | 28. August 1954 |

### Rekordverbesserungen
Der bestehende Meisterschaftsrekord wurde verbessert und darüber hinaus gab es fünf Landesrekorde.
- Meisterschaftsrekord:
  - 1:45,9 min – Manfred Matuschewski (DDR), Finale am 4, September
- Landesrekorde:
  - 1:52,4 min – Gani Alia (Albanien), dritter Vorlauf am 2, September
  - 1:45,9 min – Manfred Matuschewski (DDR), Finale am 4, September
  - 1:46,3 min – Chris Carter (Großbritannien), Finale am 4, September
  - 1:46,7 min – Tomáš Jungwirth (Tschechoslowakei), Finale am 4, September
  - 1:47,4 min – Alberto Esteban (Spanien), Finale am 4, September

## Vorrunde
2. September 1966
Die Vorrunde wurde in fünf Läufen durchgeführt. Die ersten drei Athleten pro Lauf – hellblau unterlegt – sowie der darüber hinaus zeitschnellste Läufer – hellgrün unterlegt – qualifizierten sich für das Halbfinale.

### Vorlauf 1
| Platz | Name               | Nation           | Zeit (min) |
| ----- | ------------------ | ---------------- | ---------- |
| 1     | Mathias Seidler    | DDR              | 1:48,3     |
| 2     | Franz-Josef Kemper | BR Deutschland   | 1:48,4     |
| 3     | Jean-Michel Pellez | Frankreich       | 1:48,6     |
| 4     | Derek McCleane     | Irland           | 1:48,6     |
| 5     | Arne Kvalheim      | Norwegen         | 1:49,4     |
| 6     | Petr Blaha         | Tschechoslowakei | 1:49,9     |
| 7     | Marnix Cocquyt     | Belgien          | 1:53,7     |

### Vorlauf 2

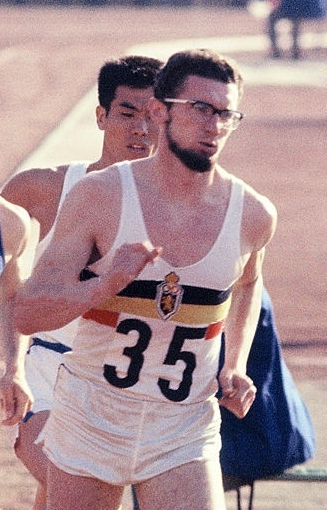
Wie zuvor über 400 Meter überstand Jacques Pennewaert die Vorrunde nicht

| Platz | Name               | Nation           | Zeit (min) |
| ----- | ------------------ | ---------------- | ---------- |
| 1     | Jürgen May         | DDR              | 1:48,1     |
| 2     | Guy Taillard       | Frankreich       | 1:48,1     |
| 3     | Pavel Pěnkava      | Tschechoslowakei | 1:48,2     |
| 4     | John Boulter       | Großbritannien   | 1:48,4     |
| 5     | Jacques Pennewaert | Belgien          | 1:48,4     |
| 6     | Francesco Arese    | Italien          | 1:49,6     |
| 7     | Imre Nagy          | Ungarn           | 1:50,4     |

### Vorlauf 3
| Platz | Name                 | Nation           | Zeit (min) |
| ----- | -------------------- | ---------------- | ---------- |
| 1     | Chris Carter         | Großbritannien   | 1:48,7     |
| 2     | Tomáš Jungwirth      | Tschechoslowakei | 1:48,9     |
| 3     | Rein Telp            | Sowjetunion      | 1:49,1     |
| 4     | Hansueli Mumenthaler | Schweiz          | 1:49,3     |
| 5     | Lorant Stoll         | Ungarn           | 1:50,3     |
| 6     | Heikki Pippola       | Finnland         | 1:51,7     |
| 7     | Gani Alia            | Albanien         | 1:52,4 NR  |
| DSQ   | Paul Roekaerts       | Belgien          |            |

### Vorlauf 4

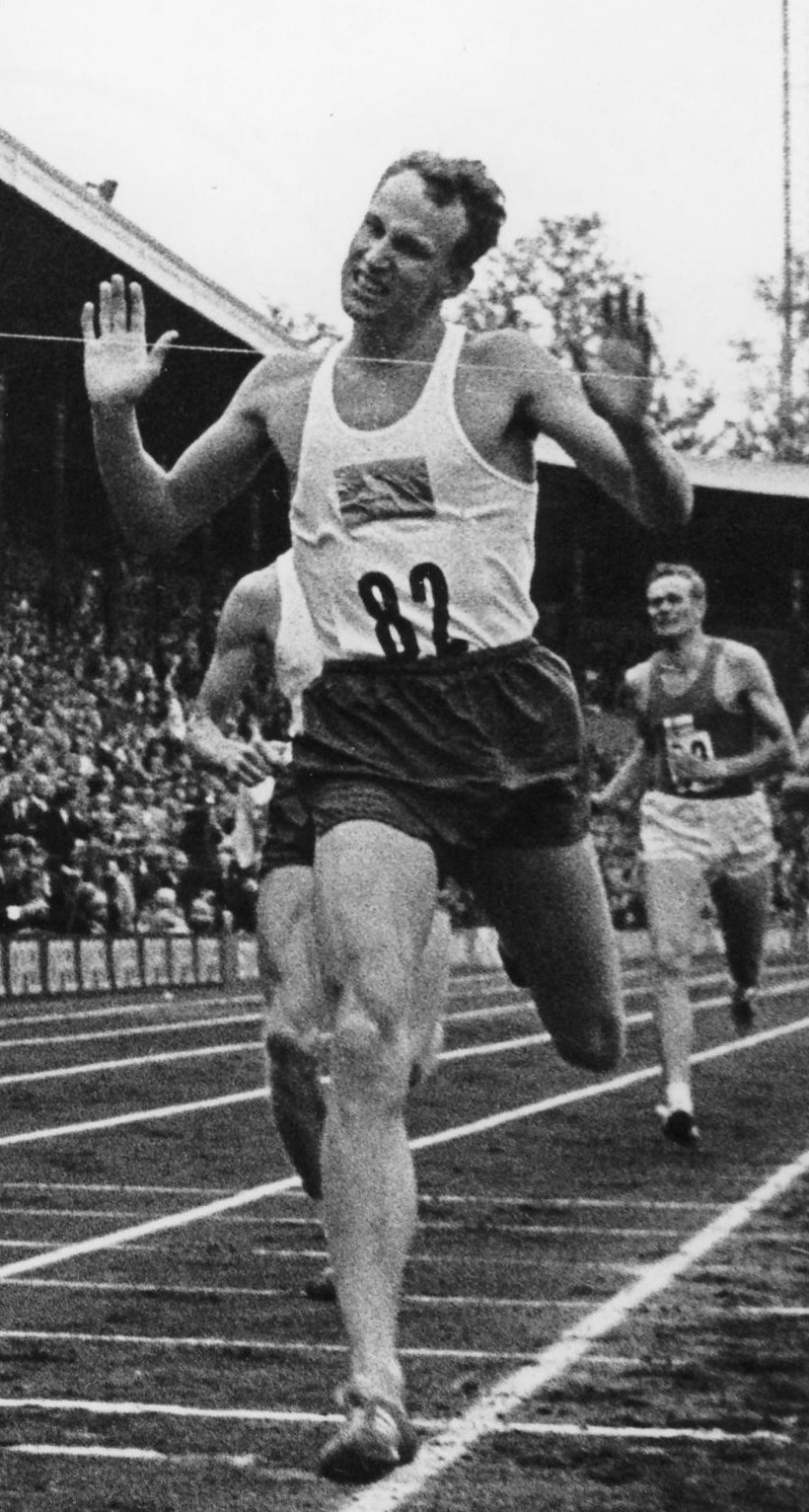
Platz fünf in seinem Vorlauf reichte Kenth Andersson nicht für das Erreichen der nächsten Runde

| Platz | Name                    | Nation         | Zeit (min) |
| ----- | ----------------------- | -------------- | ---------- |
| 1     | Noel Carroll            | Irland         | 1:48,1     |
| 2     | Alberto Esteban         | Spanien        | 1:48,2     |
| 3     | Wadim Michailow         | Sowjetunion    | 1:48,4     |
| 4     | Walter Adams            | BR Deutschland | 1:48,8     |
| 5     | Kenth Andersson         | Schweden       | 1:49,0     |
| 6     | Eryk Żelazny            | Polen          | 1:50,2     |
| 7     | Konstantinos Mihailidis | Griechenland   | 1:51,9     |
| 8     | Jože Međimurec          | Jugoslawien    | 1:53,5     |

### Vorlauf 5
| Platz | Name                 | Nation         | Zeit (min) |
| ----- | -------------------- | -------------- | ---------- |
| 1     | Bodo Tümmler         | BR Deutschland | 1:48,6     |
| 2     | Maurice Lurot        | Frankreich     | 1:48,8     |
| 3     | Manfred Matuschewski | DDR            | 1:48,9     |
| 4     | Rudolf Klaban        | Österreich     | 1:49,0     |
| 5     | Remir Mitrofanow     | Sowjetunion    | 1:49,2     |
| 6     | Preben Glue          | Dänemark       | 1:50,2     |
| 7     | Ian Hamilton         | Irland         | 1:53,7     |

## Halbfinale
3. September 1966

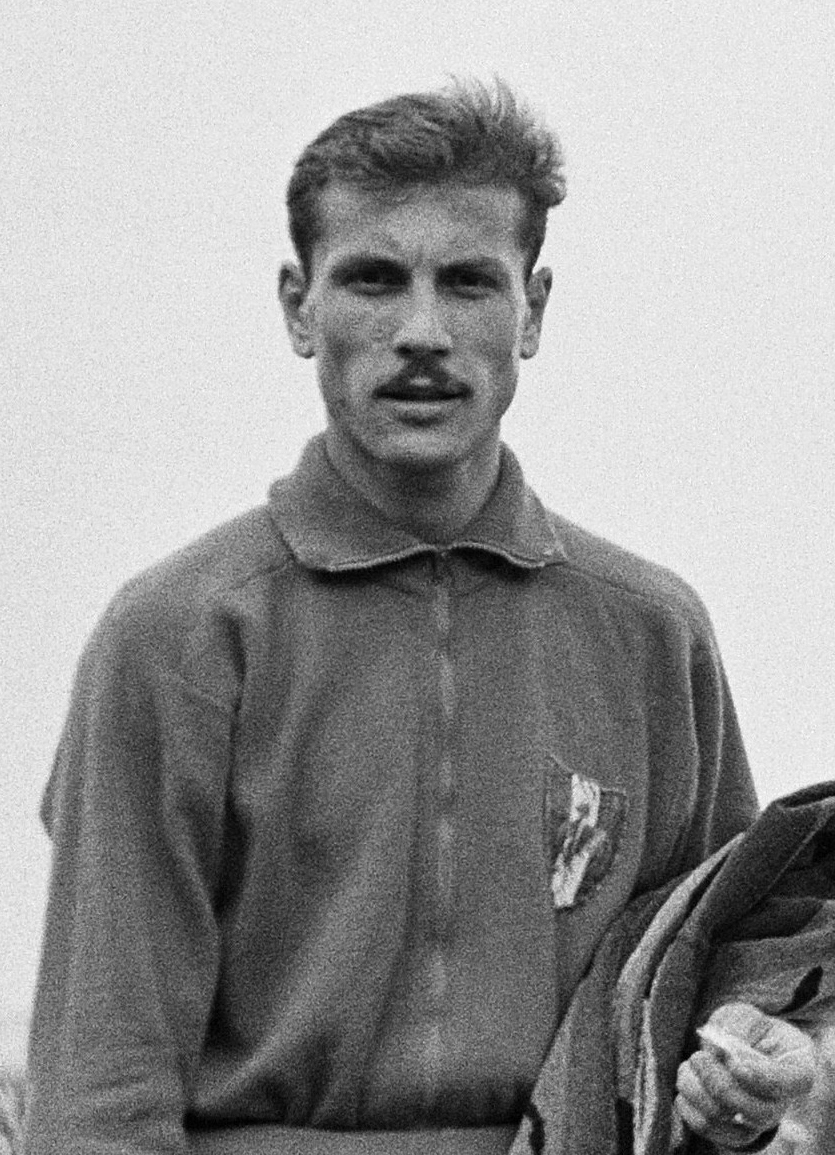
Maurice Lurot – ausgeschieden als Achter des ersten Halbfinals

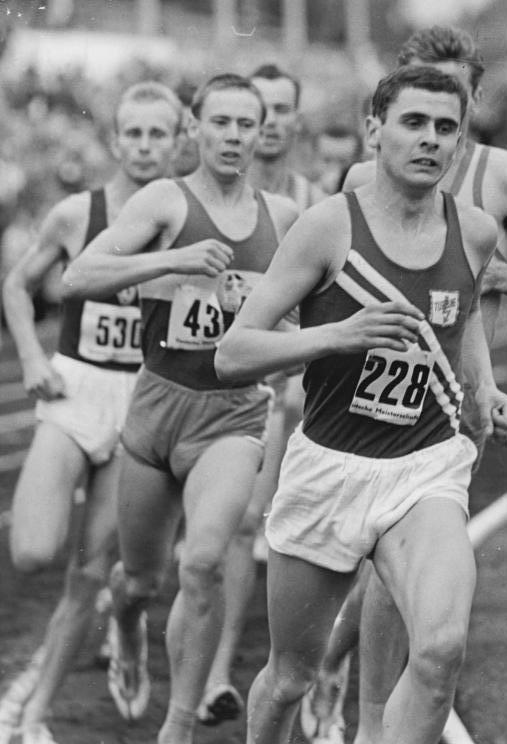
Jürgen May (hier als Führender) – ausgeschieden als Siebter des 2. Halbfinals (später nach Flucht in die Bundesrepublik lange gesperrt)

In den beiden Halbfinalläufen qualifizierten sich die jeweils ersten drei Athleten – hellblau unterlegt – für das Finale.

### Lauf 1
| Platz | Name               | Nation           | Zeit (min) |
| ----- | ------------------ | ---------------- | ---------- |
| 1     | Franz-Josef Kemper | BR Deutschland   | 1:47,9     |
| 2     | Tomáš Jungwirth    | Tschechoslowakei | 1:48,0     |
| 3     | Chris Carter       | Großbritannien   | 1:48,1     |
| 4     | Noel Carroll       | Irland           | 1:48,3     |
| 5     | Wadim Michailow    | Sowjetunion      | 1:48,7     |
| 6     | Mathias Seidler    | DDR              | 1:48,8     |
| 7     | Guy Taillard       | Frankreich       | 1:49,2     |
| 8     | Maurice Lurot      | Frankreich       | 1:49,9     |

### Lauf 2
| Platz | Name                 | Nation           | Zeit (min) |
| ----- | -------------------- | ---------------- | ---------- |
| 1     | Manfred Matuschewski | DDR              | 1:49,3     |
| 2     | John Boulter         | Großbritannien   | 1:49,4     |
| 3     | Bodo Tümmler         | BR Deutschland   | 1:49,5     |
| 4     | Alberto Esteban      | Spanien          | 1:49,5     |
| 5     | Rein Telp            | Sowjetunion      | 1:49,8     |
| 6     | Pavel Pěnkava        | Tschechoslowakei | 1:49,8     |
| 7     | Jürgen May           | DDR              | 1:50,0     |
| 8     | Jean-Michel Pellez   | Frankreich       | 1:51,8     |

## Finale

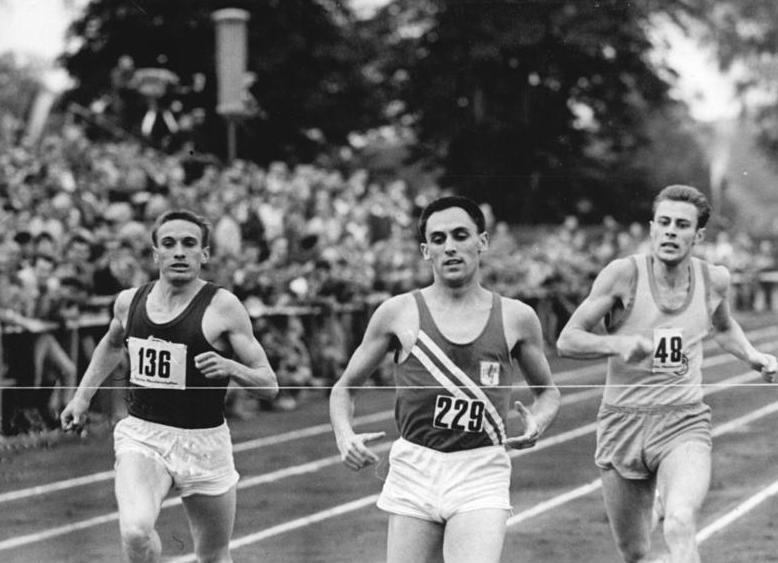
Überraschend wurde Manfred Matuschewski (Mitte) – bekannt auch als Millimeterläufer – Europameister und besiegte den Europarekordler Franz-Josef Kemper – ein Duell mit viel Brisanz im Zeichen des Ost-West-Konflikts
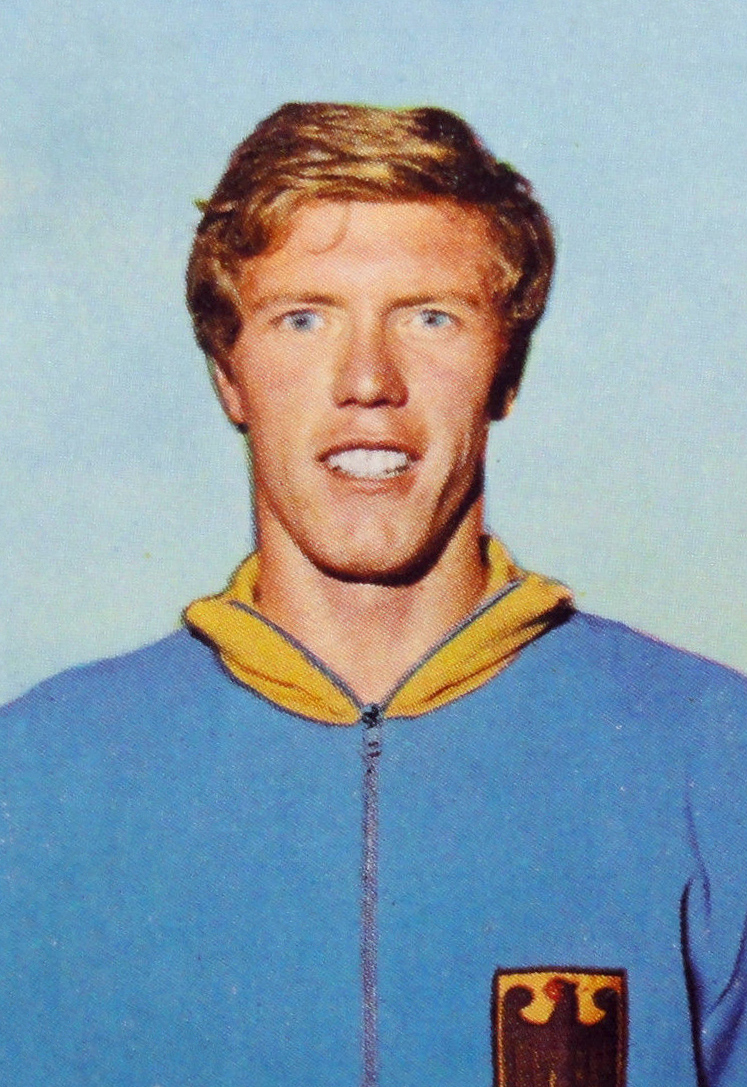
Vizeeuropameister Franz-Josef Kemper – abgefangen auf den letzten Metern
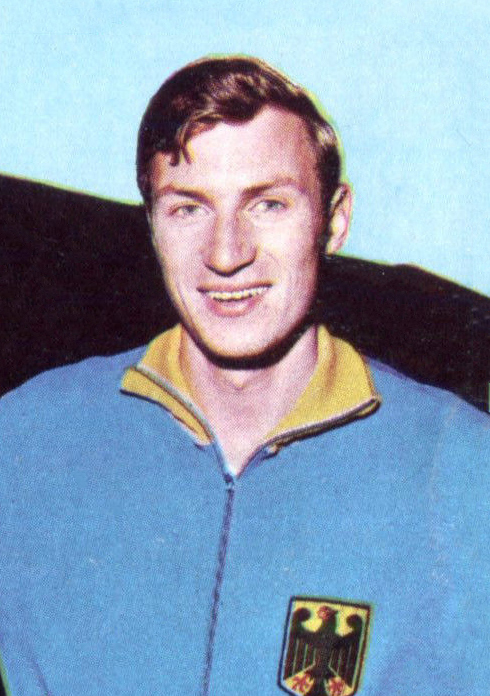
Bronzemedaillengewinner Bodo Tümmler – drei Tage zuvor Europameister über 1500 Meter

4. September 1966
| Platz | Name                 | Nation           | Zeit (min)   |
| ----- | -------------------- | ---------------- | ------------ |
| 1     | Manfred Matuschewski | DDR              | 1:45,9 CR/NR |
| 2     | Franz-Josef Kemper   | BR Deutschland   | 1:46,0       |
| 3     | Bodo Tümmler         | BR Deutschland   | 1:46,3       |
| 4     | Chris Carter         | Großbritannien   | 1:46,3 NR    |
| 5     | Tomáš Jungwirth      | Tschechoslowakei | 1:46,7 NR    |
| 6     | John Boulter         | Großbritannien   | 1:47,0       |
| 7     | Alberto Esteban      | Spanien          | 1:47,4 NR    |
| 8     | Noel Carroll         | Irland           | 1:47,9       |